# Il bestione
Il bestione è un film del 1974 diretto da Sergio Corbucci.

## Trama
Due camionisti, totalmente agli antipodi per carattere ed origini, sono impiegati della stessa ditta di trasporti: il lombardo Sandro Colautti è taciturno e riservato, mentre il siciliano Nino Patrovita è loquace e spavaldo. I due s'incontrano per la prima volta, senza piacersi affatto, alla visita medica per il rinnovo della patente dove Matteo Sacchi, fino ad allora fedele compagno di viaggi di Colautti, non supera l'esame e perde così il lavoro.
Colautti viene così costretto dalla sua ditta a portare con sé Patrovita, e acconsente di malavoglia. I due iniziano con un viaggio per Varsavia (su un Fiat 682 T4 verde) durante il quale Colautti, quando ne ha la possibilità, incontra le sue varie amanti nei vari posti in cui soggiornano, lasciando spesso solo il collega. Pian piano tra i due inizia a crearsi un legame di stima e fiducia reciproca.
Colautti rimane molto colpito dal suicidio dell'ex-collega e sodale Matteo, che aveva lavorato senza contributi previdenziali da parte della ditta e si trova a fronteggiare nella vecchiaia povertà e malattia; decide pertanto di assecondare l'idea di Nino di licenziarsi entrambi dalla ditta per mettersi in proprio, aprendo insieme una società di trasporti. I due acquistano in comune un camion (un Fiat 691N) usato con rimorchio, pagandone l'anticipo con le rispettive liquidazioni, una ipoteca sulla casa non appena saldato il mutuo, ed il resto a cambiali, per poi "rubare" i primi clienti dal precedente datore di lavoro. Durante uno sciopero la loro scelta li mette in urto con gli ex colleghi della ditta, che si rivolge al duo per subappaltare una consegna ed aggirare in questo modo la protesta dei lavoratori. Colautti rinfaccia al delegato sindacale la sua indifferenza nei confronti della tragedia del povero Sacchi, dicendogli che anche la loro scelta di non aderire allo sciopero "non è di tua competenza".
Arrivati a Stoccarda, scoprono una forte riduzione della merce da trasportare, a causa di una oscillazione improvvisa del cambio valutario marco-lira. Per cercare di ammortizzare il costo del viaggio di ritorno a camion semivuoto, i due amici cercano un altro carico da trasportare in Italia, e non trovandolo accettano l'offerta di alcuni loschi personaggi, che offrono una forte cifra per un leggero pacco da contrabbandare oltre frontiera. Il "pacco" si rivela essere un camorrista ricercato, che minaccia a mano armata gli autotrasportatori. Appena passato il confine, i due riescono a liberarsi dell'incomodo ospite, abbandonato con un trucco in mezzo alla strada. Ma la strada verso casa è ancora lunga e i malviventi sono presto sulle tracce dei due protagonisti che peraltro, a causa di un guasto al rimorchio, hanno dovuto pericolosamente sovraccaricare il "bestione". Una volta raggiunti, subiscono insieme al loro camion la rappresaglia del gruppo di criminali che, dopo averli malmenati, liberano i freni del camion per provocarne la caduta in un precipizio. Rischiando la vita riescono a stento a salvare il loro investimento, per quanto feriti.
Alla fine verranno salvati dalla perdita del mezzo da un loro ex collega dell'azienda per cui lavoravano, detto "Supershell" per via dell'attitudine al bere, che decide di aiutarli per solidarietà tra lavoratori nonostante l'episodio dello sciopero.

## Produzione
Il progetto del film nacque nel 1972. Nelle intenzioni di Sergio Corbucci, Adriano Celentano (all'epoca sotto contratto con Carlo Ponti, per il quale aveva da poco girato Bianco, rosso e... diretto da Alberto Lattuada) avrebbe dovuto interpretare Nino Patrovita, mentre il ruolo di Sandro Colautti sarebbe dovuto andare a Bud Spencer. Quest'ultimo, però, si defilò e il progetto venne temporaneamente accantonato anche perché di lì a poco il contratto tra Celentano e Ponti arrivò a scadenza senza essere rinnovato. Nel 1974 i ruoli di Patrovita e Colautti furono ripensati rispettivamente per Marcello Mastroianni e Vittorio Gassman, ma Mastroianni non trovò l'accordo con il produttore. In sua sostituzione fu ingaggiato Giancarlo Giannini il quale, però, non si sentì di recitare al fianco di Gassman. Dopo che Lino Ventura declinò l'offerta per la parte di Colautti, la scelta definitiva ricadde su Michel Constantin, che accettò. 
Le scene ambientate a Varsavia sono state in realtà girate a Zagabria. Fra le musiche si annoverano due precedenti successi degli Oliver Onions: Dune Buggy, dal film ...altrimenti ci arrabbiamo! anch'esso del 1974, e Flying through the air, dal film ...più forte ragazzi! del 1972.